# Young-Kee Kim

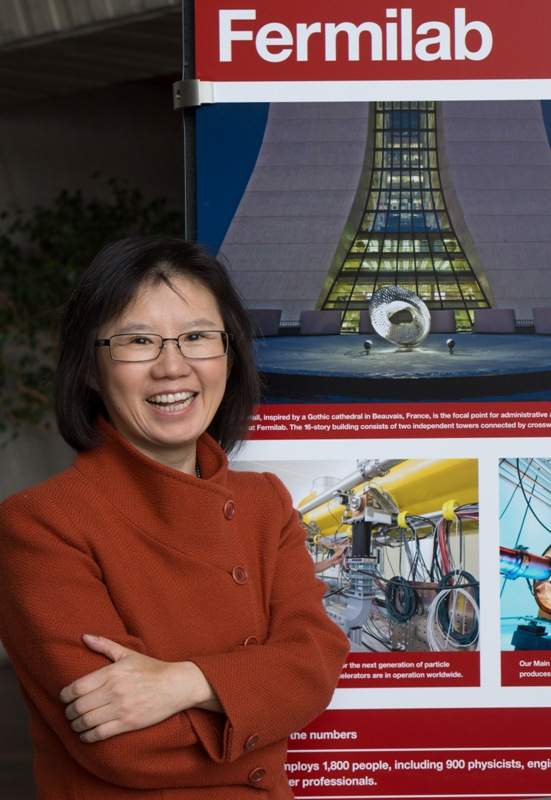
Young-Kee Kim, 2013

Young-Kee Kim (김영기; * 25. November 1962 in Gyeongsan, Südkorea) ist eine koreanisch-US-amerikanische Physikerin an der University of Chicago.
Kim ist für ihre Beiträge zur Teilchenphysik bekannt, darunter die Entdeckung des Top-Quarks und die Bestimmung seiner Masse sowie der Masse des W-Bosons. Jüngere Arbeiten gehören zum ATLAS-Experiment am CERN. Kim macht sich um die Förderung von Frauen und unterrepräsentierten Bevölkerungsgruppen in den STEM-Fächern verdient.

## Leben und Wirken
Kim erwarb 1984 an der Korea University einen Bachelor, 1986 ebendort einen Master, 1990 mit der Arbeit Gluon radiation in electron-positron annihilation at center-of-mass energies from 50 to 60.8 GeV bei Stephen Lars Olson an der University of Rochester einen Ph.D. in Physik. Als Postdoktorandin arbeitete sie am Lawrence Berkeley National Laboratory.
1996 erhielt Kim an der University of California, Berkeley, eine erste Professur (Assistant Professor) und stieg bis 2000 zu einer ordentlichen Professur auf. 2003 wechselte sie an die University of Chicago. Hier ist sie heute (2023) Louis Block Distinguished Service Professor of Physics und seit 2016 Leiter (Chair) der dortigen Abteilung für Physik.
Kim war seit 2004 Co-Sprecherin der etwa 850-köpfigen Wissenschaftlergemeinschaft am Collider Detector at Fermilab (CDF) des Fermi National Accelerator Laboratory. Sie ist (Stand 2023) President-elect der American Physical Society.
Kim hat laut Datenbank Scopus einen h-Index von 115 (Stand März 2023).
Young-Kee Kim ist verheiratet.

## Auszeichnungen (Auswahl)
- 2003 Fellow der American Physical Society
- 2005 Ho-Am-Preis[1]
- 2011 Fellow der American Association for the Advancement of Science
- 2017 Mitglied der American Academy of Arts and Sciences[5][2]
- 2022 Mitglied der National Academy of Sciences[6]